# 真核起始因子3

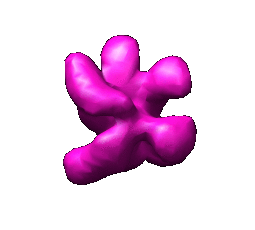
人类eIF3的电子显微镜结构

eIF3（eukaryotic initiation factor 3，真核起始因子3）是最大的真核起始因子，在哺乳动物细胞中，其分子量超过了600KDa。eIF3是真核翻译起始进程中起着核心作用。例如，eIF3可以使eIF2·GTP·Met-tRNAi三联体复合物稳定地结合到40S核糖体亚基上，并促使43S前起始复合物的形成；它能够通过促进mRNA与40S亚基结合；而且，它还可以与游离的40S亚基结合，影响40S亚基与60S亚基及其他eIF的结合或解离等等。
eIF3是一个结构中心，可以与不同的真核起始因子以及RNA结合来调控整个翻译起始进程。
eIF3是一个多亚基复合物，也是最复杂的起始因子。哺乳动物中存在13种不同的亚基（a、b、c、d、e、f、g、h、i、j、k、l和m），而部分酵母中只有6个（a、b、c、g、i、j）。

## 功能

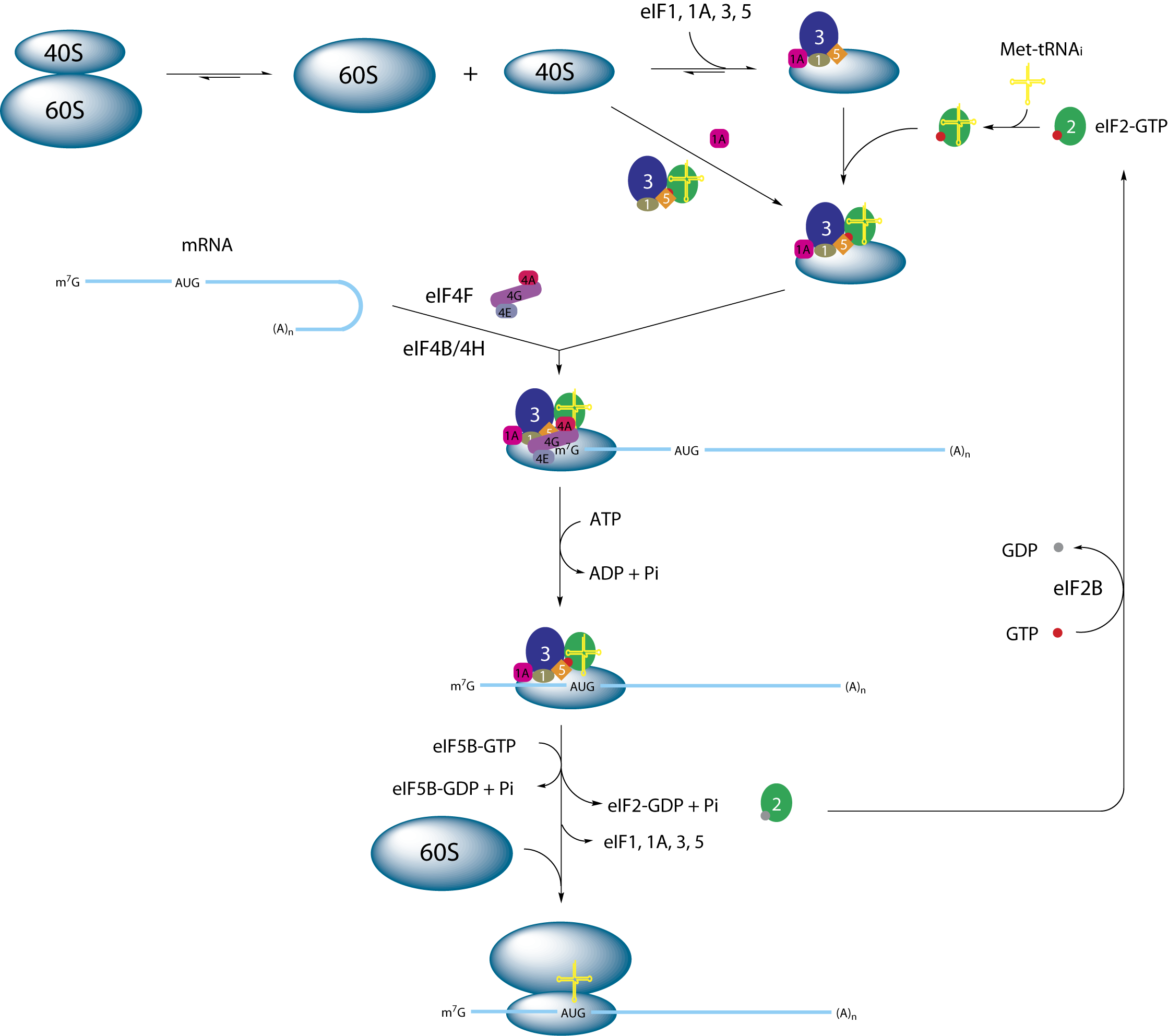
真核翻译起始机制简图。图中显示了各个真核起始因子，包括eIF3，在其中发挥的作用。

eIF3参与了真核翻译起始进程中大多数的反应。eIF3可以与游离的40S核糖体亚基结合，阻止40S亚基与60S核糖体亚基的直接结合，从而防止形成无翻译活性的80S核糖体；通过与eIF2的相互作用，eIF3可以使eIF2·GTP·Met-tRNAi三联体复合物稳定地结合到40S亚基上，并促使43S前起始复合物的形成；eIF3可能通过与eIF4G的相互作用来或者通过直接与mRNA结合，促进mRNA与40S亚基结合，从而帮助48S前起始复合物的形成。eIF3也在重起始（reinitiation）的扫描和起始AUG密码子的选择中发挥作用。
除了在翻译起始过程中发挥核心作用，eIF3还被发现参与翻译过程以及细胞周期的调控。通过调节不同类型的mRNA的翻译起始，eIF3就可能选择性地调控蛋白的合成，从而对细胞的生长进行调控。而eIF3的a、b、e和k亚基都可能参与细胞周期调控。

## 亚基组成和结构
eIF3是一个多亚基复合物，目前发现的亚基共有13个，但不同的物种所含的亚基数量差异很大，例如哺乳动物中含有所有的13个亚基，而酿酒酵母中只含有6个亚基。eIF3许多亚基中都含有PCI和MPN结构域，这两类结构域都是参与蛋白-蛋白相互作用的；而eIF3c和3g中出现的RNA识别（RNA recognition motif，RRM）结构域则可能是参与RNA的结合。这些结构域提示eIF3是一个结构中心，通过与不同的起始因子以及RNA结合来调控整个翻译起始进程。尽管在亚基数目上有很大区别，但在酵母和人中都发现a、b、c、g和i亚基能够形成一个核心复合物，这5个亚基的氨基酸序列相当保守，而且它们对于酵母的生长都是必需的，因此这5个亚基就被称为核心亚基，而其他亚基则被称为非核心亚基。
| 亚基 | 包含结构域 | 功能                                                                    |
| a    | PCI        | 与40S亚基和eIF4F结合；参与多因子复合物（MFC）聚合；参与招募三联体和mRNA |
| b    | RRM        | 与40S亚基结合；参与MFC聚合、招募三联体和mRNA；参与扫描起始密码子        |
| c    | PCI        | 与40S亚基结合；参与MFC聚合、招募三联体和mRNA、AUG密码子识别             |
| d    | -          | 可能为mTOR和S6K1蛋白提供结合位点                                        |
| e    | PCI        | 与eIF4B和CaMV TAV（重起始中）结合                                       |
| f    | MPN        | -                                                                       |
| g    | RRM、锌指  | -                                                                       |
| h    | MPN        | -                                                                       |
| i    | WD40       | -                                                                       |
| j    | -          | 与40S亚基结合；参与MFC聚合                                              |
| k    | PCI        | 与40S亚基结合                                                           |
| l    | -          | -                                                                       |
| m    | PCI        | -                                                                       |